# Rue Degas
La rue Degas est une voie du 16e arrondissement de Paris, en France.

## Situation et accès
La rue Degas est une voie publique située dans le 16e arrondissement de Paris. Elle débute au 40, quai Louis-Blériot et se termine au 23, rue Félicien-David.
Le quartier est desservi par la ligne 10 à la station Mirabeau.

## Origine du nom

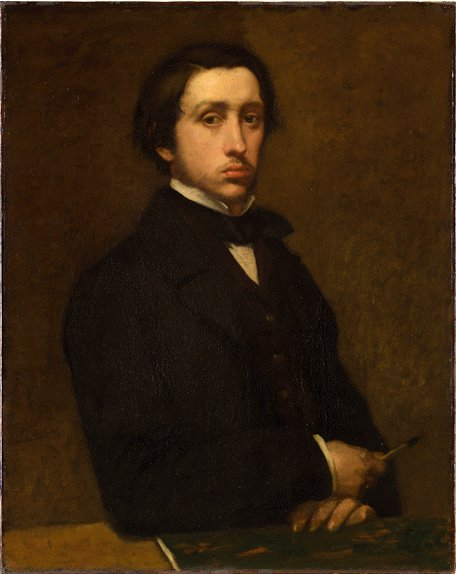
Edgar Degas, Autoportrait (1855).

Elle porte le nom du peintre, pastelliste, dessinateur et graveur français Hilaire Germain Edgar Degas (1834-1917).

## Historique

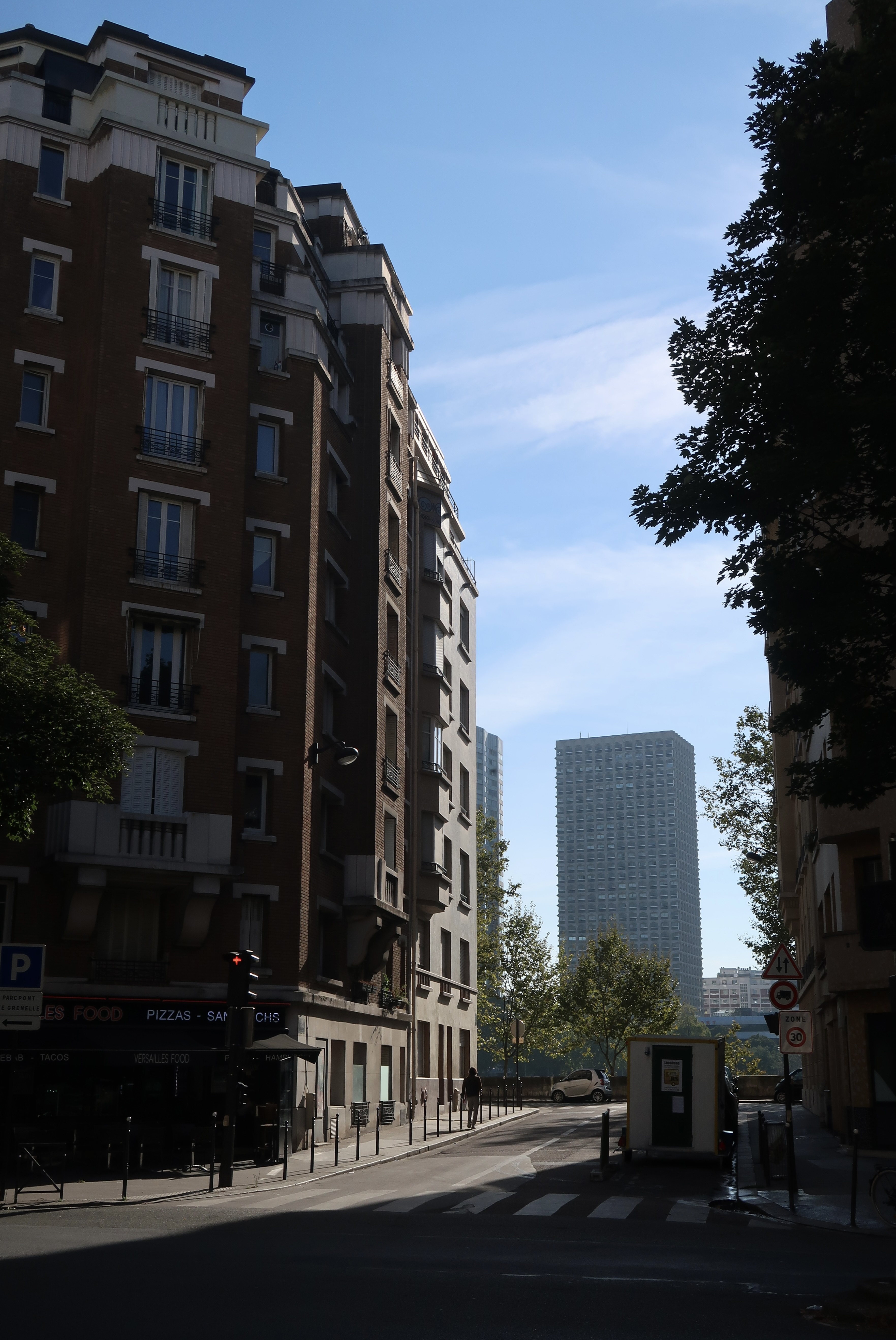
Vers la Seine.

Cette rue a été ouverte en deux phases :
- par décret du 18 juillet 1929, entre l'avenue de Versailles et la rue Félicien-David ;
- par décret du 16 juillet 1930, entre le quai Louis-Blériot et l'avenue de Versailles.

Elle prend sa dénomination actuelle par un arrêté du 11 avril 1932.

## Bâtiments remarquables et lieux de mémoire

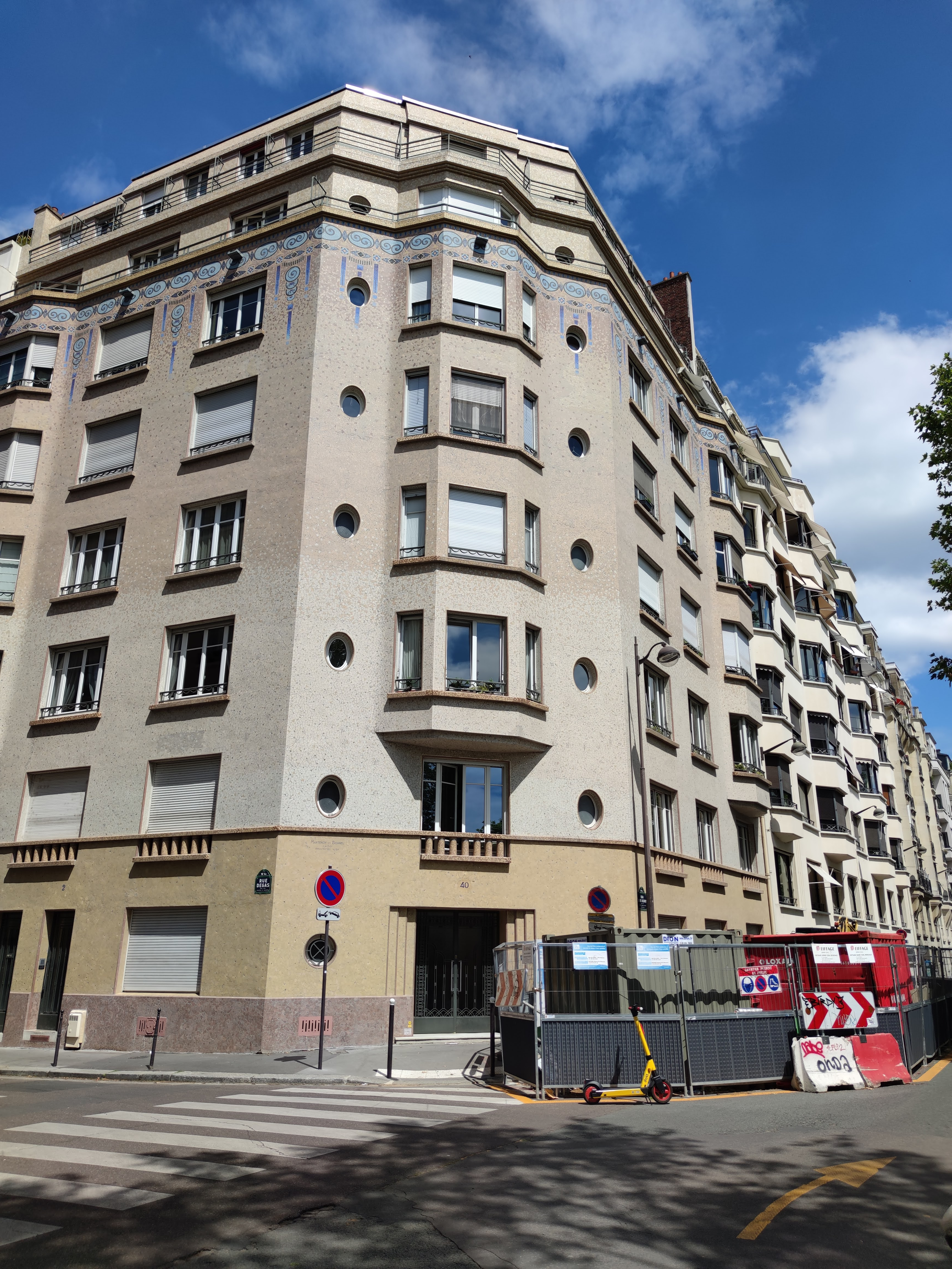
No 2.

- No 2 : immeuble de 1935 revêtu de grès traité en mosaïque[2].
- No 11 : immeuble revêtu de vigne vierge (mur végétal).